# Štěpán Hulík
Štěpán Hulík (* 26. května 1984 Uherské Hradiště) je český scenárista. Vystudoval Gymnázium v Uherském Hradišti a poté filmovou vědu na Filozofické fakultě Univerzity Karlovy a scenáristiku a dramaturgii na FAMU.

## Tvorba

### Publikační činnost
V roce 2011 vydal v nakladatelství Academia knihu Kinematografie zapomnění popisující období tzv. normalizace 70. a 80. let minulého století ve filmovém studiu Barrandov. Kniha následně získala ocenění Magnesia Litera v kategorii Objev roku.

### Scenáristická tvorba
Jako scenárista debutoval trojdílným televizním filmem v produkci HBO a v režii polské režisérky Agnieszky Holland Hořící keř (2013). Za tuto minisérii obdržel krom jiných ocenění také Českého lva za nejlepší scénář. Na spolupráci s HBO navázal scénářem k osmidílnému seriálu Pustina (2016) oceněnému Českým lvem za nejlepší seriál roku a Cenou české filmové kritiky v kategorii Mimo kino.
V roce 2021 vznikla podle jeho scénáře třídílná minisérie Podezření, která byla v české premiéře představena na 55. MFF Karlovy Vary a poté na mezinárodním festivalu Serial Killer (Klára Melíšková zde za svou roli získala čestné uznání poroty), díky kterému byla tato minisérie následně uvedena ve světové premiéře na 72. MFF Berlinale jako historicky první seriál nejen z České republiky ale i z celé střední a východní Evropy.

## Filmografie
- 2013: Hořící keř – scénář
- 2016: Pustina – scénář
- 2017: Přes kosti mrtvých – spolupráce na scénáři

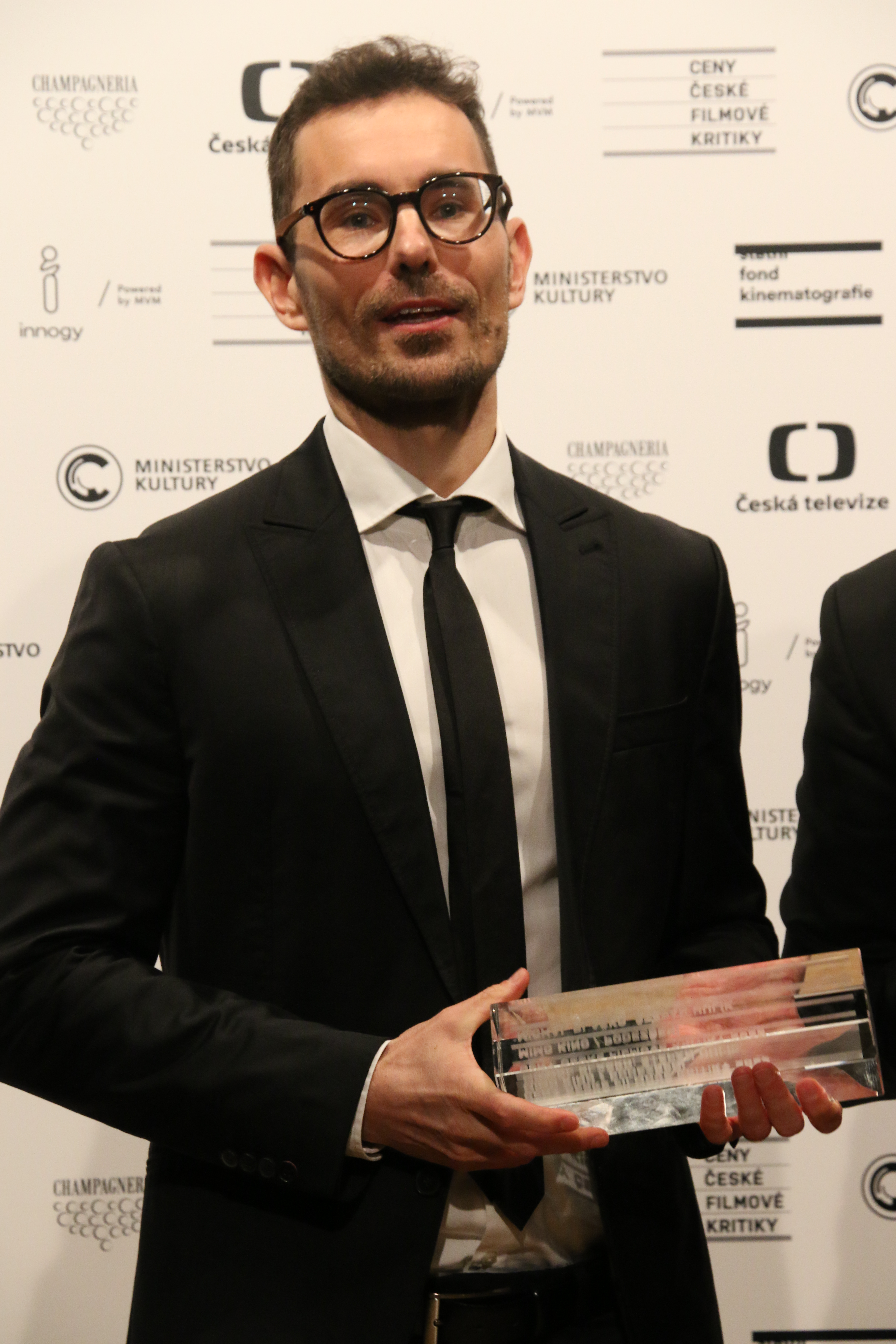
Štěpán Hulík na Ceny české filmové kritiky 2022

- 2021: Podezření – scénář

## Ocenění
- 2012: Magnesia Litera v kategorii Objev roku (Kinematografie zapomnění)
- 2013: Český lev v kategorii Nejlepší scénář (Hořící keř)
- 2013: Cena české filmové kritiky v kategorii Nejlepší scénář a Objev roku (Hořící keř)
- 2016: Cena české filmové kritiky v kategorii Mimo kino (Pustina), sdílená s Ivanem Zachariášem a Alicí Nellis
- 2022: Cena české filmové kritiky v kategorii Mimo kino (Podezření), spolu s Michalem Blaškem

## Zajímavosti
- Hulík je skautem s přezdívkou Okoun.[8]